# محسن دارسنج
محسن دارسنج چهره‌پرداز ایرانی است. وی فعالیت هنری خود را با آتش‌بس آغاز کرد.

## دستیار دوم کارگردان
- زندگی شیرین (۱۳۸۷)

## بازیگر
- سوپراستار (۱۳۸۷)

## طراح چهره‌پردازی
- تروا (فیلم ۱۳۹۹) (۱۳۹۹)
- دیاپازون (۱۳۹۷)
- دیدن اين فیلم جرم است! (۱۳۹۷)
- روسی (۱۳۹۷)
- ضربه فنی (۱۳۹۷)
- آستیگمات (۱۳۹۶)
- در وجه حامل (۱۳۹۶)
- آن‌ها (۱۳۹۵)
- حریم شخصی (فیلم) (۱۳۹۵)
- زار (۱۳۹۵)
- شکلاتی (۱۳۹۵)
- ماجرای نیمروز (۱۳۹۵)
- مرداد (۱۳۹۵)
- آااادت نمی‌کنیم (۱۳۹۴)
- بارکد (۱۳۹۴)
- ماحی (۱۳۹۴)
- خانه دختر (۱۳۹۳)
- روباه (۱۳۹۳)
- قلب سفید قاصدک‌ها (۱۳۹۳)
- من دیه‌گو مارادونا هستم (۱۳۹۳)
- عشق و جنون (۱۳۹۲)
- کلاشینکف (۱۳۹۲)
- همه چیز برای فروش (۱۳۹۲)
- مادر پاییزی (۱۳۹۰)
- زمانی برای دوست‌داشتن (۱۳۸۶)

## چهره‌پرداز
- همه چیز برای فروش (۱۳۹۲)
- مرگ کسب و کار من است (۱۳۸۹)
- سوپراستار (۱۳۸۷)
- آتش‌بس (۱۳۸۴)

## جوایز
- نامزد تندیس زرین بهترین چهره‌پردازی جشن خانه سینمای ایران برای فیلم بارکد (۱۳۹۵)
- برنده تندیس بهترین چهره‌پردازی جشن انجمن منتقدان و نویسندگان برای همه چیز برای فروش (۱۳۹۳)
- برنده تندیس جشن انجمن منتقدان و نویسندگان برای ماجرای نیمروز (۱۳۹۵)